# Val Trebbia
Das Val Trebbia ist ein Tal in den norditalienischen Regionen Ligurien, Lombardei und Emilia-Romagna. Vom gleichnamigen Fluss geformt, erstreckt es sich vom Monte Prelà in der Metropolitanstadt Genua bis in die Provinz Piacenza und das Oltrepò Pavese bei Brallo di Pregola. Nach einem Verlauf von ungefähr 118 Kilometern mündet die Trebbia bei Rottofreno in den Po.
Das im Apenningebirge liegende Tal grenzt im Osten an das Val d’Aveto und das Val Nure, im Westen an das Val Borbera, Val Boreca, Valle Staffora, Val Tidone und Val Luretta. Erschlossen wird es von der Staatsstraße SS45.